# فرنسيسكو بينتو كاسترو
فرنسيسكو بينتو كاسترو (1 أبريل 1910 بالبرتغال - ) هو لاعب كرة قدم برتغالي في مركز الهجوم. شارك مع منتخب البرتغال لكرة القدم. أما مع النوادي، فقد لعب مع نادي بورتو.

## وصلات خارجية
- فرنسيسكو بينتو كاسترو على موقع قاعدة بيانات كرة القدم.إي يو (الإنجليزية)
- فرنسيسكو بينتو كاسترو على موقع عالم كرة القدم.نت (الإنجليزية)